# Örebro resecentrum

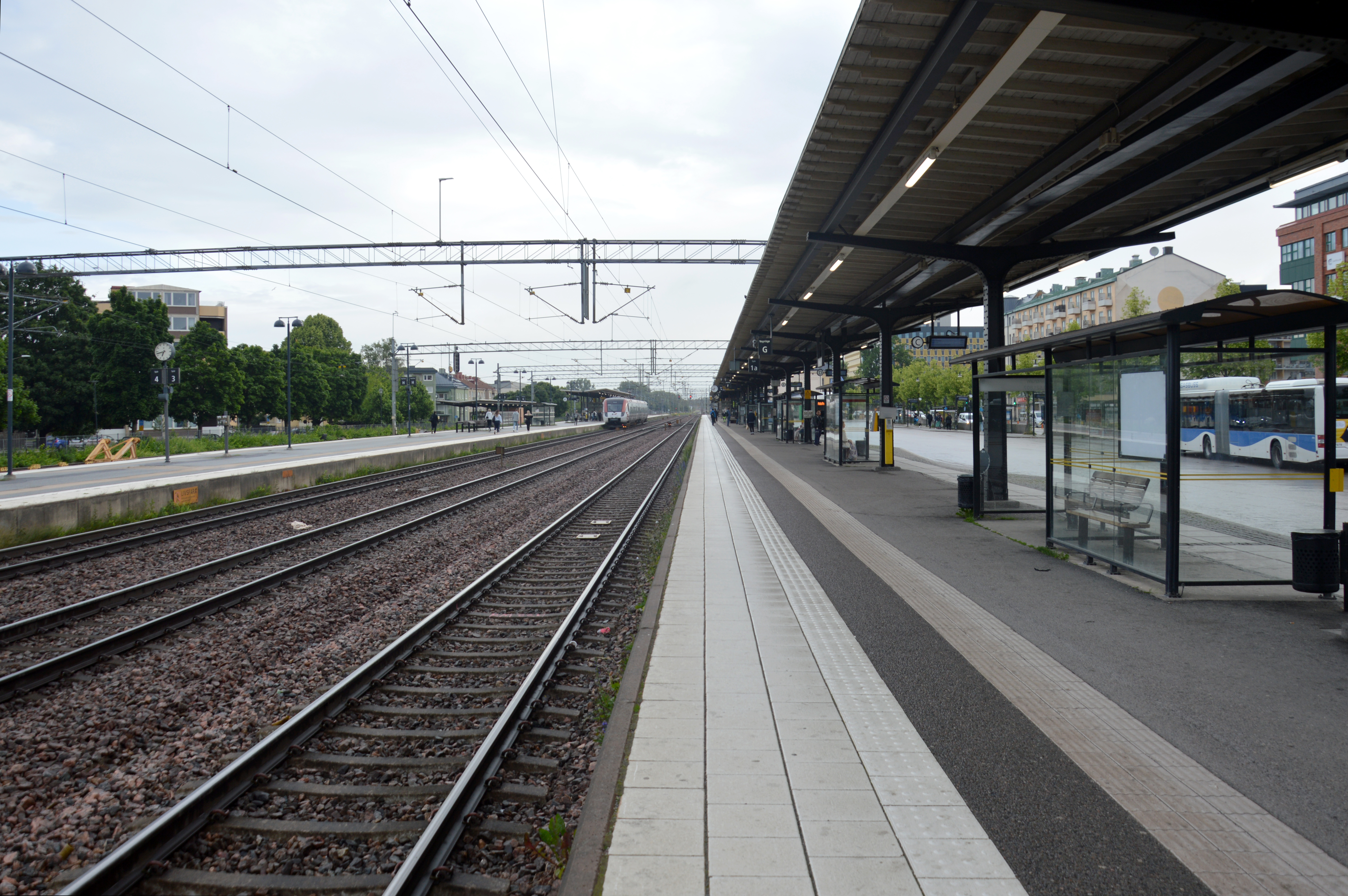
Örebro resecentrum, bussterminalen till höger.

Resecentrum i Örebro är en knutpunkt för Stadsbussarna i Örebro samt för annan busstrafik från Länstrafiken Örebro.
På platsen förekommer även charterbussar, Flixbus långdistanslinjer och diverse taxitransporter. Platsen, som utformades i slutet av 1990-talet, ligger nära centrum och precis vid perrongen till Örebro centralstation. Innan uppförandet av denna plats hade bussarna samlats vid den gamla busstationen en bit bort, men denna ansågs för trång. Detta var en nödvändighet, då Resecentrum tog många tidigare parkeringsplatser i anspråk. En del platser har dock tillkommit i och med uppförandet av ett nytt kvarter inklusive parkeringshus nära Statistiska Centralbyrån, som ligger nära stationen. 
I samband med uppförandet av Resecentrum byggdes en ny gång- och cykeltunnel under järnvägen, vilken förbinder centrala Örebro med västra stadsdelen. Resecentrum har också en rad busskurer, en större digital informationstavla över kollektivtrafiken, samt en vänthall i anslutning till centralstationen.